# Borealozaur
Borealozaur (Borealosaurus wimani Hailu, Qiang, Lamanna, Jinglu & Yinxiang, 2004) to wczesnokredowy zauropod (tytanozaur?) z Chin. Nazwa rodzajowa oznacza "jaszczura Północnego Wiatru", a epitet gatunkowy honoruje szwedzkiego paleontologa Carla Wimana, który nazwał pierwszego chińskiego dinozaura. Szczątki borealozaura znaleziono w osadach formacji Sunjiawan na terenie prowincji Liaoning. 

## Wymiary
- długość - 12 m
- wysokość - 4 m
- masa - 10 t